# المزار (آيت ملول)

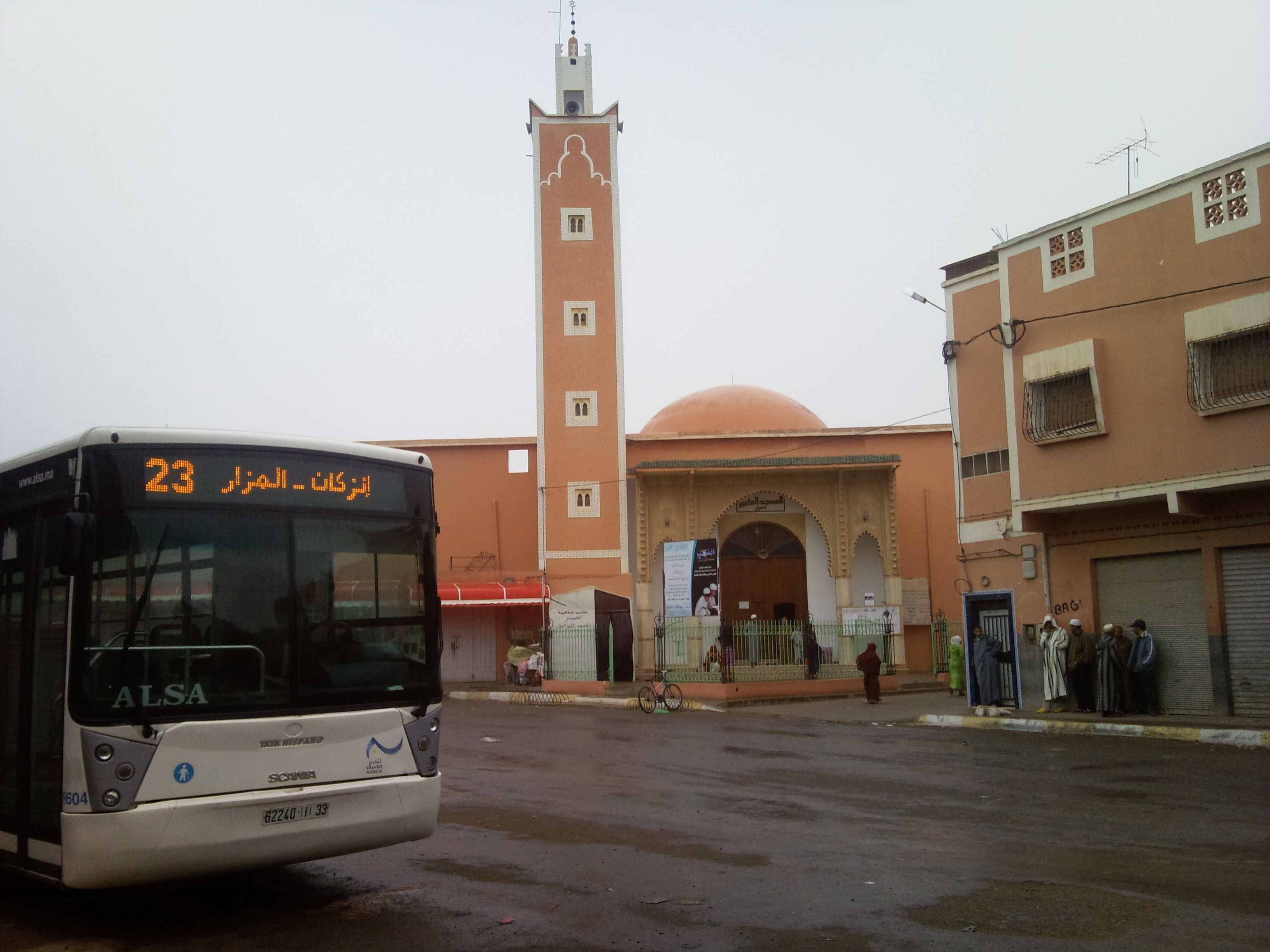
صورة لمسجد البركة بحي كلية الشريعية بمنطقة المزار.

تقع منطقة المزار ( بالأمازيغية ⵍⵎⵥⴰⵕ) في الجنوب الغربي لمدينة ايت ملول ، و التي تعد على المستوى الإداري ملحقة للدائرة الأولى لهذه الجماعة الحضرية بعمالة إنزكان أيت ملول، وتبعد عن مركزها أقل من ثلاثة كيلومترات، وتقدر مساحتها بـ 11 كلم مربعا؛ يقطنها حاليا أكثر من أربعبن ألف نسمة، بعد أن كان العدد يُناهز قبل عشر سنوات 28.000 نسمة.[بحاجة لمصدر]

## الموقع والتاريخ
تقع منطقة المزار بعمالة إنزكان أيت ملول، بجماعة أيت ملول، في موقع استراتيجي بالقرب من مدينة أكادير، العاصمة الاقتصادية لجهة سوس ماسة، وعلى جنوب غرب مدينة أيت ملول، وتبعدها بأقل من ثلاثة كيلومترات عن مركزها.
وتتميز منطقة المزار بموقعها المركزي الذي يربط بين العديد من المناطق الحيوية في الإقليم، وهو ما جعلها مركزاً حضريا نشطاً. ويعود تاريخ المزار إلى فتراتٍ قديمة للغاية، حيث كانت تشكل جزءًا من المجال الترابي لمنطقة سوس المعروفة بتاريخها العريق وثقافتها المتنوعة منذ العصور المبكّرة.

## السكان والثقافة
تتكون المزار من تعدادٍ سكاني مهم، والذي بلغ أزيد من 40000 نسمة في الإحصاء العام بالمغرب لسنة 2014.[بحاجة لمصدر] غالبية سكان المزار هم جزء من المجتمع السوسي المعروف بتنوعه الثقافي وتاريخه الغني. يمتزج في المنطقة الطابع الأمازيغي الذي يمثل الهوية الأصلية لسوس مع التأثيرات العربية والإسلامية والصحراوية والإفريقية التي تشكلت عبر قرون من التفاعل الحضاري والثقافي في المملكة المغربية. ويعتبر سكان المزار من المحافظين على التقاليد والعادات المتوارثة، حيث يلعب التراث دوراً كبيرا في حياتهم اليومية، سواء في المناسبات الاجتماعية أو في النسيج الثقافي للمنطقة.
وتعتبر اللغة الأمازيغية (تاشلحيت) هي اللغة الأم لمعظم سكان المزار، وهي تستخدم في الحياة اليومية، إلى جانب اللغة العربية التي تُستعمل في التعليم والإدارة. كما يتميز المجتمع المحلي بحرصه على المحافظة على العادات والتقاليد، مثل تنظيم الاحتفالات الشعبية والمواسم الزراعية، بالإضافة إلى الأنشطة الدينية التي تشكل جزءاً من الهوية الثقافية للسكان.

## الاقتصاد
شهدت المزار تطوراً ملحوظاً خلال العقود الأخيرة، خاصة في مجالات البنية التحتية والتوسع العمراني. إذ أصبحت المنطقة جزءا من الحزام الاقتصادي لمدينة أكادير، مما أدى إلى تحسّن مستوى الخدمات وزيادة فرص الاستثمار. توفر المزار بيئة مناسبة للعديد من الأنشطة الاقتصادية، مثل الفلاحة والتجارة والصناعة الصغيرة.
كانت الفلاحة ولا تزال تشكل أبرز نشاط اقتصادي في منطقة المزار، حيث يستغل السكان الأراضي الزراعية الخصبة لزراعة مجموعة متنوعة من المحاصيل. كما أن التوسع العمراني أدى إلى زيادة الطلب على العقارات، مما ساهم في تطوير مشاريع سكنية وتجارية حديثة، وإحداث مجموعة من المرافق الاجتماعية والثقافية واللوجیستیكية بمنطقة المزار.

## المجتمع
تتمتع المزار بحياةٍ اجتماعية حيوية تعكس روح التنوع الثقافي للمنطقة. تقام في المزار العديد من الفعاليات والمهرجانات الثقافية التي تعكس تراث المنطقة، مثل مهرجانات الموسيقى والفن الشعبي، والتي تذب زواراً من جميع أنحاء الإقليم. كما أن الجمعيات الثقافية والرياضية بالمزار تلعب دوراً بارزاً في تعزيز الروابط الاجتماعية وتنظيم الأنشطة التي تهم الأطفال والشباب والنساء.

## الأحياء
- ايت المودن
- قصبة ايت مبارك
- حي الخزانت
- اكدال اوزايموا
- اكدال اوسوس
- اكبار
- قصبة ايت محمود
- قصبة ايت محمود 2
- المزار المركز
- سيدي ميمون
- قصبة الطاهر
- الحفرة
- الحرش
- توهمو
- ايكوركار
- حي الكلية
- حي تكبارت
- درب اوبلعيد
- ايت بادي
- ايت علي أو بهي
- اكيا عبو
- ايت الحافظ

## وصلات خارجية
الموقع الرسمي للجماعة الحضرية لأيت ملول
الموقع الرسمي لعمالة انزكان ايت ملول